# 지방도 제1001호선

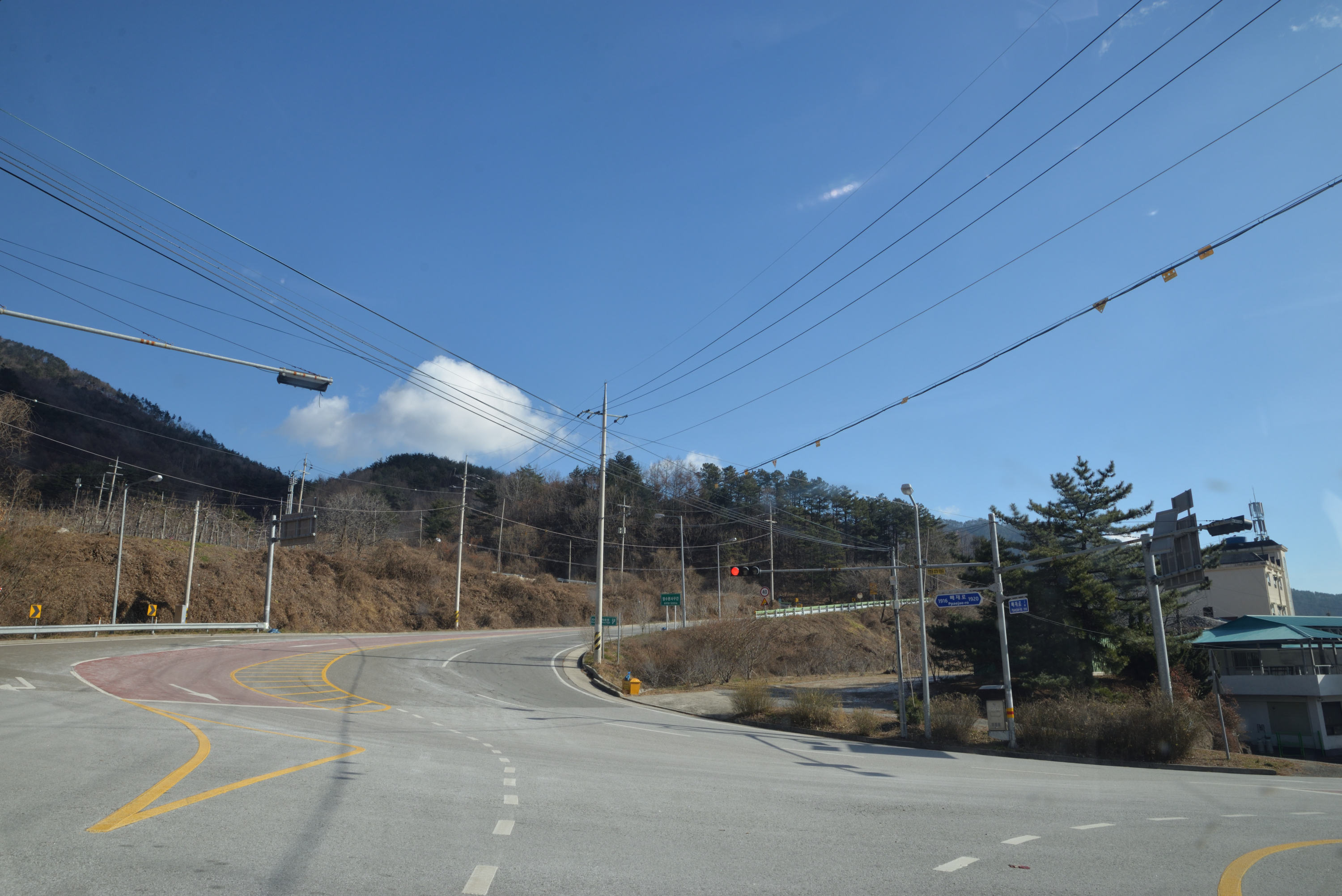
지방도 제1001호선의 종점 신기교차로, 거창군 고제면 개명리

지방도 제1001호선(하이~고제선)은 경상남도 고성군 하이면 덕호리와 거창군 고제면 개명리 신기 교차로를 잇는 경상남도의 지방도이다. 중첩 구간을 제외한 대부분의 구간이 왕복 2차선 이하의 도로로 구성되어 있는 것이 특징이다.
거창군 북상면에서 마리면까지 국가지원지방도 제37호선과 국도 제37호선, 마리면에서 산청군 산청읍까지의 구간은 국도 제3호선과 서로 중첩된다. 또한 사천시 곤양면에서 사남면에 이르는 구간은 현재 별다른 공사 없이 노선이 단절된 상태이다.
2016년 8월 4일 구 88올림픽고속도로의 함양군 병곡면~백전면 구간으로 이설되었다.

## 연혁
- 2002년 5월 1일: 함양군 서상면 중남리 ~ 상남리 2.21 km 구간 개통[1]
- 2002년 6월 4일: 산청군 단성면 관정리 ~ 단성면 남사리 3.08 km 구간 개통[2]
- 2003년 2월 20일: 노선 폐지 및 재지정[3][4]
- 2003년 8월 28일: 서부경남첨단지방산업단지 도로(사천시 사남면 초전리 ~ 월성리) 2.0 km 구간 개통[5]
- 2007년 3월 2일: 칡목재(거창군 고제면 개명리 ~ 북상면 소정리) 4.68 km 구간 개통[6]
- 2009년 10월 15일: 지방도 노선 조정으로 총 연장이 174.0km에서 170.3km로 변경[7]

- 진사산업단지 내 도로와 연계된 사천만 횡단교량 위치 이동
- 검정 ~ 와티간 도로 확장구간 반영
- 함양상림우회도로 구간으로 노선 변경(함양군도 10호선 승격)

- 2016년 8월 4일: 구 88올림픽고속도로(함양군 백전면 경백리 ~ 병곡면 도천리) 5.8 km 구간으로 이설[8]
- 2017년 2월 2일: 흥사 일반산업단지 진입도로(사천시 곤양면 검정리 ~ 흥사리) 3.64 km 구간 개통[9]
- 2017년 4월 7일: 이은 ~ 남산간 도로(함양군 함양읍 이은리) 980m 구간 개통[10], 기존 570m 구간 폐지[11]
- 2017년 5월 4일: 총연장을 170.34km에서 170.14km로 변경[12]
- 2018년 1월 4일: 휴천산업단지 ~ 목현간 도로(함양군 휴천면 목현리) 1.04 km 구간 개통[13], 기존 총 380m 구간 폐지[14]
- 2020년 10월 8일: 지방도 노선 조정[15]

## 주요 경유지
- 고성군
  - 하이면 덕호리(삼천포화력발전소) - 하이교 - 신덕사거리 - 부평교 - 석지리 - 봉현리 - 봉현교 - 봉현삼거리
- 사천시
  - 향촌동 이홀동 - 봉현저수지
  - 사남면 계양리 - 사촌리 - 송암교 - 종천리 - 가천리 - 가천교 - 우천리 - 우천교 - 구룡저수지 - 화전교 - 화전리 - 병둔사거리 - 삼성초등학교 - 초전 교차로 - 월성 교차로 - 서부첨단산업단지 - (미개통 구간: 사천항공산업대교)
  - 곤양면 (미개통 구간: 사천항공산업대교) - 검정리 - 흥사리 - 선덜재
  - 곤명면 선덜재 - 신흥리 - 만지교 - 정곡 교차로 - 곤명보건지소 - 정곡리 - 본촌리 - 덕천교
- 진주시
  - 수곡면 덕천교 - 원외리 - 원내리 - 수곡교 - 효자리 - 수곡면 행정복지센터 - 수곡삼거리 - 수곡초등학교 - 사곡리 - 사곡1교 - 자매리
- 산청군
  - 단성면 관정리 - 남사리 - 남사삼거리 - 호암교 - 사월리 - 입석교 - 입석리 - 청계리 - 운리교 - 운리 - 단속사지 - 청계교 - 청계저수지 - 청계리 - (고개) - 방목리 - 어리내교 - (미개통 구간: 아침재)
  - 산청읍 (미개통 구간: 아침재) - 성심원 - (미개통 구간: 내리) - (지성) - 내리교 - 옥산리 - 경호1교
  - 금서면 경호1교 - 매촌삼거리 - 매촌리 - 특리 - 산청한방테마파크 - 특집재 - 신아리 - 화계리 - 덕양전 - 주상리 - 임천교
- 함양군
  - 유림면 임천교 - 유림삼거리 - 서주리 - 유평리
  - 휴천면 대천교 - 대포삼거리 - 호산리 - 목현교 - 휴천보건지소 - 휴천면사무소 - 목현리 - 팔두재
  - 함양읍 팔두재 - 이은리 - 이은교 - 인당사거리 - (돌북교 서단 회전교차로) - 위림초등학교 - 함양공설운동장 - 죽곡교 - 죽곡리 - 뇌계교 - 대덕리
  - 병곡면 월암삼거리 - 월암교 - 도천 교차로 - 휴촌 교차로 - 병곡2교 - 송평 교차로 - 옥계 교차로 - 옥계리
  - 백전면 경백리 - 대평사거리 - 평정리 - 백송정 - 양백리 - 운산리 - 운산교 - 백운리 - 백운교 - 원동재
  - 서하면 원동재 - 운곡리 - 운곡교 - 송계리 - 송계교 - 서하면사무소 - 송계삼거리
  - 서상면 서상 나들목 - 중남교 - 오산2교 - 오산1교 - 중남삼거리 - 동대1교 - 동대2교 - 동대3교 - 상남리 - 영각교 - 영각사 - 남령
- 거창군
  - 북상면 남령 - 월성리 - 산수교 - 창선리 - 농산교 - 농산리 - 북상교 - 북상면 행정복지센터 - 북상초등학교 - 갈계리 - 중산교 - 소정리 - 개삼삼거리 - 소정교 - 칡목재
  - 고제면 칡목재 - 개명리 - 신기 교차로

## 중복 구간
- 고성군 하이면 봉현삼거리 ~ 사천시 사남면 사촌리: 지방도 제1016호선과 중복
- 사천시 사남면 초전 교차로 ~ 월성 교차로: 국도 제3호선과 중복
- 산청군 단성면 남사삼거리 ~ 호암교 남단: 국도 제20호선과 중복
- 산청군 금서면 경호1교 북단 ~ 매촌삼거리: 국도 제59호선과 중복
- 산청군 금서면 경호1교 북단 ~ 함양군 유림면 서주교 동단: 국가지원지방도 제60호선과 중복
- 함양군 백전면 대평사거리 ~ 거창군 북상면 북상면사무소: 국가지원지방도 제37호선과 중복
- 함양군 서하면 송계삼거리 ~ 서상면 중남삼거리: 국도 제26호선과 중복

## 도로명
- 고성군 하이면 덕호리 ~ 봉현삼거리: 하이로
- 고성군 하이면 봉현삼거리 ~ 사천시 사남면 사촌리: 삼상로
- 사천시 사남면 사촌리 ~ 초전 교차로: 사남로
- 사천시 사남면 초전 교차로 ~ 서부첨단산업단지: 공단3로
- 사천시 곤양면 중항리 ~ 검정리: 검항로
- 사천시 곤양면 검정리 ~ 곤명면 정곡 교차로: 흥신로
- 사천시 곤명면 정곡 교차로 ~ 산청군 단성면 관정리: 곤수로
- 산청군 단성면 관정리 ~ 남사삼거리: 목화로
- 산청군 단성면 남사삼거리 ~ 호암교 남단: 지리산대로
- 산청군 단성면 호암교 남단 ~ 어리내교: 호암로
- 산청군 산청읍 내리 ~ 옥산리: 웅석봉로
- 산청군 산청읍 옥산리 ~ 금서면 경호1교 북단: 꽃봉산로
- 산청군 금서면 경호1교 북단 ~ 매촌삼거리: 친환경로
- 산청군 금서면 매촌삼거리 ~ 함양군 유림면 유림삼거리: 동의보감로
- 함양군 유림면 유림삼거리 ~ 서주교 동단: 천왕봉로
- 함양군 유림면 서주교 동단 ~ 병곡면 도천 교차로: 함양남서로
- 함양군 병곡면 도천 교차로 ~ 백전면 대평사거리: 구 88올림픽고속도로
- 함양군 백전면 대평사거리 ~ 서하면 송계삼거리: 함양남서로
- 함양군 서하면 송계삼거리 ~ 서상면 중남삼거리: 육십령로
- 함양군 서상면 중남삼거리 ~ 거창군 북상면 북상면사무소: 덕유월성로
- 거창군 북상면 북상면사무소 ~ 고제면 신기 교차로: 송계로